# Leptocythere angusta
Leptocythere angusta is een mosselkreeftjessoort uit de familie van de Leptocytheridae. De wetenschappelijke naam van de soort is voor het eerst geldig gepubliceerd in 1933 door Blake.